# Мішель Домінік
Мішель Домінік — військовий та політичний діяч, президент Гаїті у 1874–1876 роках.

## Життєпис
Народився в Ле-Ке 1813 року. Закінчив військові курси та став командувачем військ Південного департаменту.
З 8 травня 1868 до грудня 1869 року очолював автономні штати півдня Гаїті. 11 червня 1874 року генерала Домініка було обрано на пост президента країни.
Домінік, який передусім був солдатом, не мав ані статури, ані такту державного діяча. Тому указом від 10 вересня 1874 року він призначив Септимуса Рамо на пост віце-президента. Останній і став справжнім правителем Гаїті. Рамо за своєю природою був особою авторитарною та владною, натомість Домінік був скоріше номінальним главою держави.
Одним із перших актів, підписаних Домініком на посту президента стала угода з Домініканською Республікою про взаємне визнання та визначення державного кордону.
15 квітня 1876 року Домінік був усунутий від влади та був змушений виїхати до Ямайки, де й помер за рік.